# Lepthyphantes eleonorae
Lepthyphantes eleonorae este o specie de păianjeni din genul Lepthyphantes, familia Linyphiidae, descrisă de Wunderlich, 1995. Conform Catalogue of Life specia Lepthyphantes eleonorae nu are subspecii cunoscute.